# Kārsava
Kārsava est une ville de la région de Latgale en Lettonie. Elle a 2 323 habitants pour une superficie de 4 km2.

## Galerie

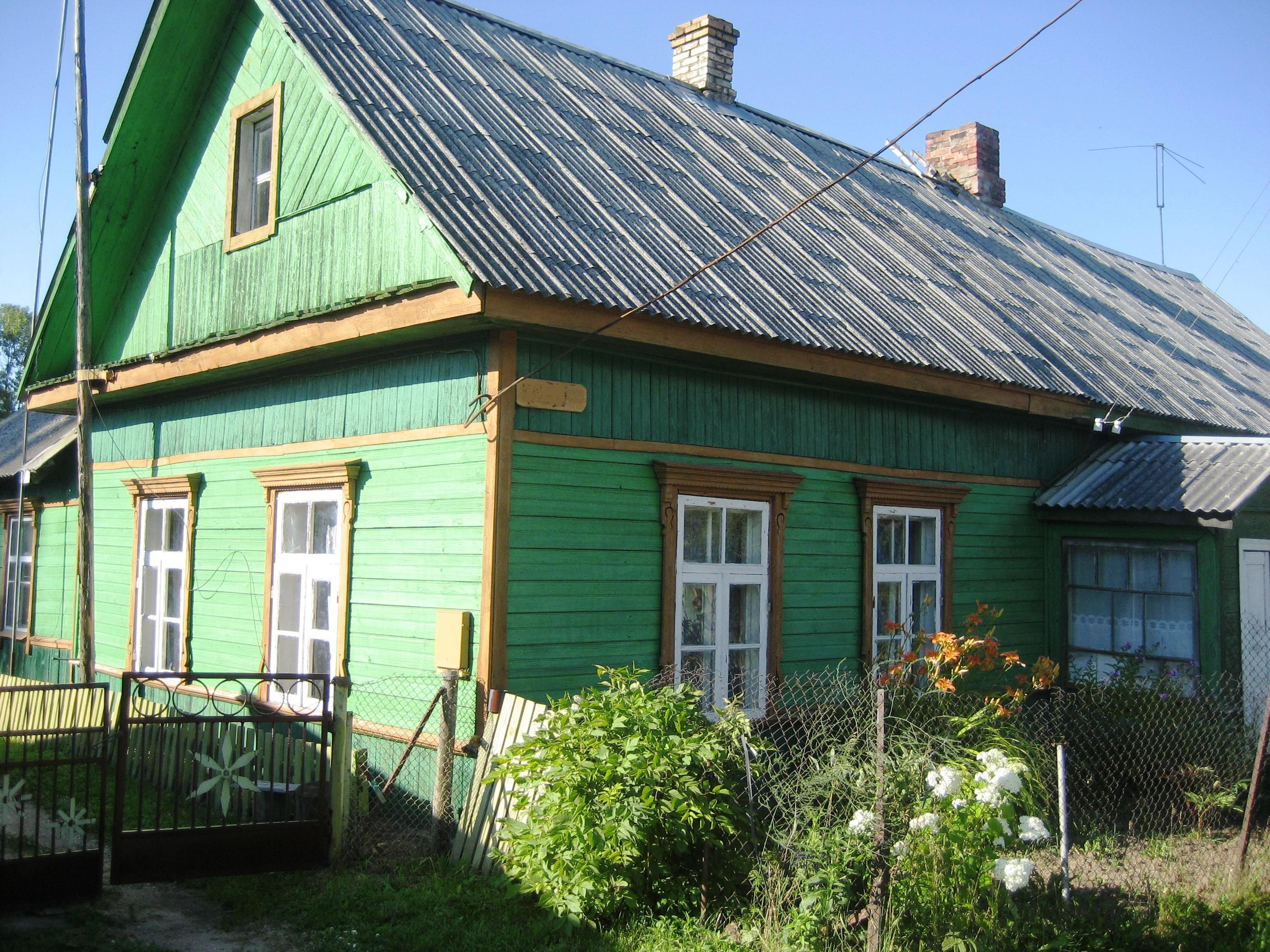
Maison en bois.
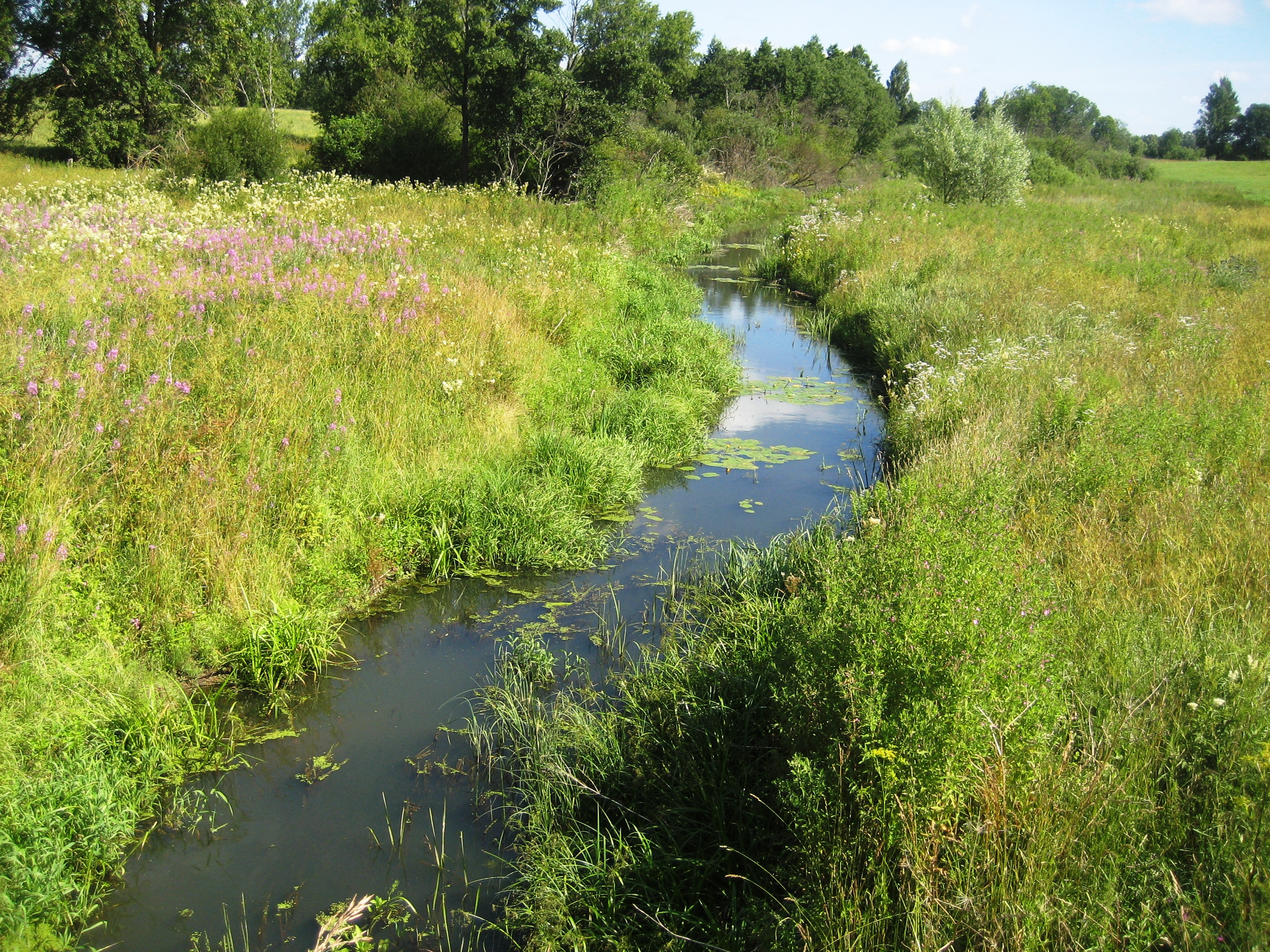
Rivière Iudrupe.
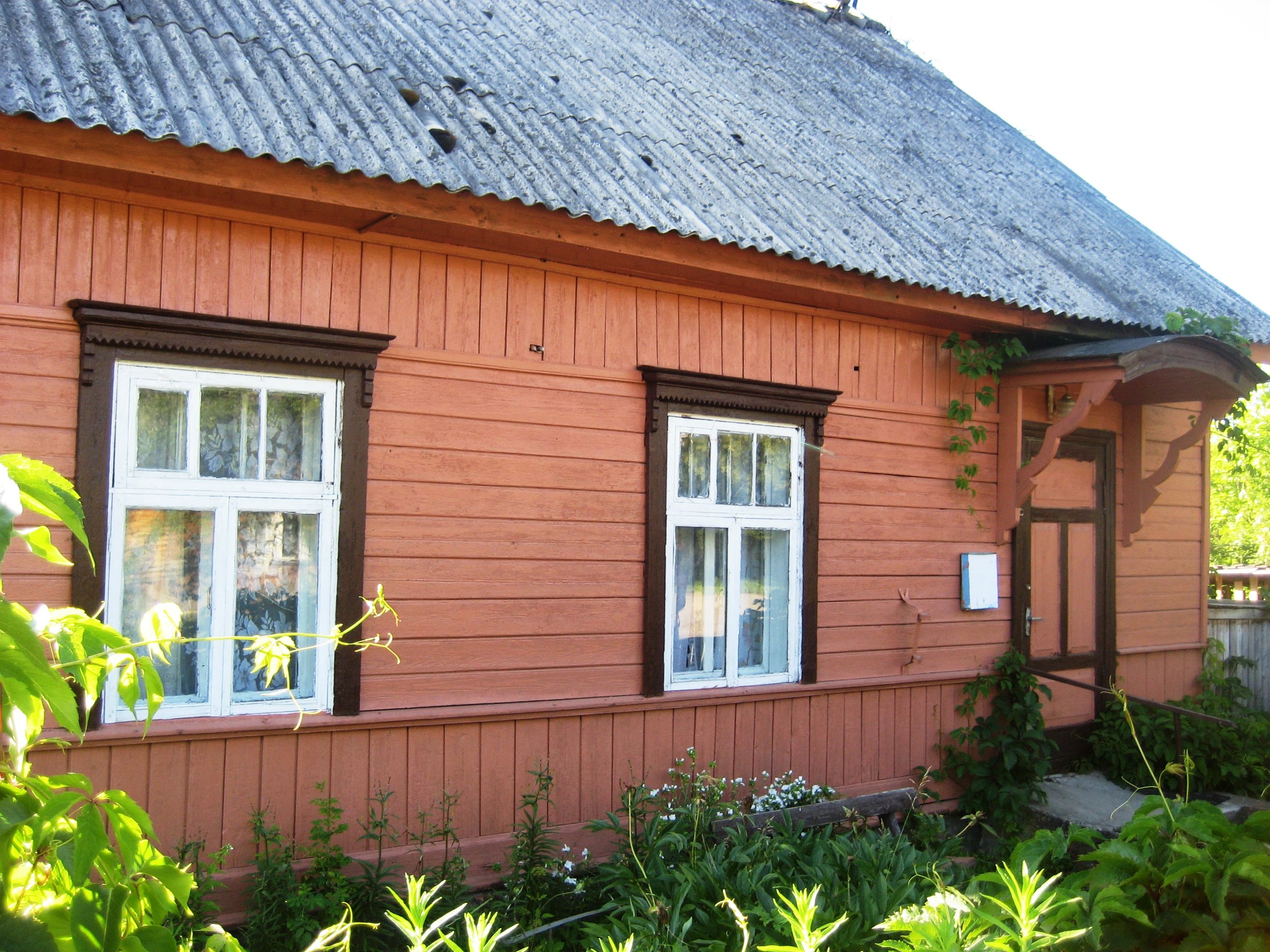
Maison en bois.